# 横山禎徳
横山 禎徳（よこやま よしのり、1942年9月16日 - 2024年4月4日）は、日本の経営コンサルタント、社会システムデザイナー。県立広島大学大学院経営管理研究科研究科長。オリックス、三井住友フィナンシャルグループ、三井住友銀行社外取締役。東京大学エグゼクティブ・マネジメント・プログラム(EMP)企画・推進責任者。広島県出身。

## 略歴
広島大学附属高等学校を経て東京大学工学部建築学科卒業、ハーバード大学デザイン大学院修了、マサチューセッツ工科大学経営大学院修了。
前川國男建築設計事務所、デイビス・ブロディアンドアソシエーツを経て、1975年（昭和50年）マッキンゼー・アンド・カンパニー入社、1987年（昭和62年）同社ディレクター、1989年（平成元年）同社東京支社長を歴任し、2002年（平成14年）6月同社退職。その後、経済産業研究所上席研究員、産業再生機構非常勤監査役、一橋大学大学院国際企業戦略研究科客員教授等を歴任し、現職。
2024年4月4日に死去。81歳没。